# Elecciones legislativas de Ecuador de 2006
Las elecciones legislativas de Ecuador de 2006 se celebraron el 15 de octubre de 2006 para la elección de los 100 diputados que conformarían el Congreso Nacional del Ecuador en el período 2007-2011 y para elegir a los cinco representantes del Parlamento Andino. El mismo día tuvieron lugar las elecciones presidenciales en las que se eligió al Presidente y Vicepresidente Constitucional de Ecuador para el mismo periodo.
Este período legislativo tiene la particularidad de que 55 diputados fueron destituidos pocos meses tras su instalación en una pugna con el gobierno de Rafael Correa para aprobar la Asamblea Constituyente de 2007.

## Escaños
Se eligieron 100 diputados, utilizando el sistema D'Hondt. Fue la segunda y última elección parlamentaria luego de la eliminación de los diputados nacionales en 1998.
- 100 diputados provinciales

| Provincia        | escaños | Provincia  | escaños | Provincia       | escaños |
| ---------------- | ------- | ---------- | ------- | --------------- | ------- |
| Azuay            | 5       | Bolívar    | 3       | Cañar           | 3       |
| Carchi           | 3       | Chimborazo | 4       | Cotopaxi        | 4       |
| El Oro           | 4       | Esmeraldas | 4       | Galápagos       | 2       |
| Guayas           | 18      | Imbabura   | 3       | Loja            | 4       |
| Los Ríos         | 5       | Manabí     | 8       | Morona Santiago | 2       |
| Napo             | 2       | Orellana   | 2       | Pastaza         | 2       |
| Pichincha        | 14      | Sucumbíos  | 2       | Tungurahua      | 4       |
| Zamora Chinchipe | 2       |            |         |                 |         |

## Resultados
| Partido | Partido                                      | Partido                                                    | Votos     | %      | Total | ±           |
| ------- | -------------------------------------------- | ---------------------------------------------------------- | --------- | ------ | ----- | ----------- |
| 7       |                                              | Partido Renovador Institucional de Acción Nacional (PRIAN) | 863.879   | 24,09  | 26    | 16          |
| 3       |                                              | Partido Sociedad Patriótica 21 de Enero (PSP)              | 579.775   | 16,17  | 24    | 18          |
| 6       |                                              | Partido Social Cristiano (PSC)                             | 465.251   | 12,98  | 13    | 11          |
| 12      |                                              | Izquierda Democrática (ID)                                 | 352.666   | 9,84   | 12    | 4           |
| 10      |                                              | Partido Roldosista Ecuatoriano (PRE)                       | 230.980   | 6,44   | 6     | 9           |
| 15      |                                              | Movimiento Popular Democrático (MPD)                       | 126.188   | 3,52   | 3     | 1           |
| 5       |                                              | Unión Demócrata Cristiana (UDC)                            | 103.619   | 2,89   | 5     | Sin cambios |
| 17      |                                              | Partido Socialista-Frente Amplio (PS-FA)                   | 102.299   | 2,85   | 2     | 2           |
| 18      |                                              | Movimiento de Unidad Plurinacional Pachakutik (MUPP)       | 101.730   | 2,84   | 7     | 2           |
| 4       |                                              | Concentración de Fuerzas Populares (CFP)                   | 93.182    | 2,60   | 0     | 1           |
| 34      |                                              | Movimiento de la Reivindicación Democrática (MRD)          | 39.452    | 1,10   | 0     | Nuevo       |
| 23      |                                              | Compromiso Cívico Cristiano con la Comunidad (C4)          | 23.888    | 0,67   | 0     | Nuevo       |
| 21      |                                              | Movimiento Ciudadanos Nuevo País (MCNP)                    | 19.568    | 0,55   | 1     | Nuevo       |
| 61      | Logo del Movimiento Político Ecuatoriano ARE | Acción Regional Por La Equidad (ARE)                       | 11.188    | 0,31   | 1     | Nuevo       |
| 14      |                                              | Partido Alfarismo Nacional (PAN)                           | 10.834    | 0,30   | 0     | 1           |
|         |                                              | Otros Partidos y Movimientos locales                       | 461.040   | 12,85  | 0     | 2           |
|         |                                              |                                                            |           |        |       |             |
|         |                                              | Votos válidos                                              | 3.585.539 | 62,83  |       |             |
|         |                                              | Votos en blanco                                            | 830.098   | 12,71  |       |             |
|         |                                              | Votos nulos                                                | 1.401.217 | 24,46  |       |             |
|         |                                              | TOTAL                                                      | 5.819.854 | 100,00 | 100   | Sin cambios |
|         |                                              | Registrados/Participación                                  | 9.165.125 | 65,50  | 8,86  | 8,86        |

### Escaños obtenidos por provincia y diputados a nivel nacional
| Provincias       |    |    |    |    |   |   |   |   |   |   |   | Total |
| ---------------- | -- | -- | -- | -- | - | - | - | - | - | - | - | ----- |
| Azuay            |    | 1  | 1  | 1  |   |   |   |   | 1 | 1 |   | 5     |
| Bolívar          |    | 2  |    |    |   |   |   |   | 1 |   |   | 3     |
| Cañar            |    | 1  |    | 1  |   |   |   |   | 1 |   |   | 3     |
| Carchi           | 2  |    |    |    |   |   | 1 |   |   |   |   | 3     |
| Chimborazo       | 1  | 2  |    |    |   |   |   |   | 1 |   |   | 4     |
| Cotopaxi         |    | 1  | 1  | 1  |   |   |   |   | 1 |   |   | 4     |
| El Oro           | 1  |    | 1  | 1  | 1 |   |   |   |   |   |   | 4     |
| Esmeraldas       | 2  |    |    |    | 1 | 1 |   |   |   |   |   | 4     |
| Galápagos        |    |    | 1  |    |   |   | 1 |   |   |   |   | 2     |
| Guayas           | 7  | 3  | 5  | 1  | 2 |   |   |   |   |   |   | 18    |
| Imbabura         | 1  |    |    | 1  |   |   |   | 1 |   |   |   | 3     |
| Loja             | 1  |    | 1  | 1  |   |   |   |   |   |   | 1 | 4     |
| Los Ríos         | 1  | 3  |    |    | 1 |   |   |   |   |   |   | 5     |
| Manabí           | 4  | 1  | 1  |    | 1 |   | 1 |   |   |   |   | 8     |
| Morona Santiago  |    | 1  |    |    |   |   |   |   | 1 |   |   | 2     |
| Napo             |    | 2  |    |    |   |   |   |   |   |   |   | 2     |
| Orellana         |    | 1  |    |    |   |   |   | 1 |   |   |   | 2     |
| Pastaza          |    | 1  |    |    |   | 1 |   |   |   |   |   | 2     |
| Pichincha        | 4  | 2  | 1  | 5  |   | 1 | 1 |   |   |   |   | 14    |
| Sucumbíos        | 1  | 1  |    |    |   |   |   |   |   |   |   | 2     |
| Tungurahua       | 1  | 2  | 1  |    |   |   |   |   |   |   |   | 4     |
| Zamora Chinchipe |    |    |    |    |   |   | 1 |   | 1 |   |   | 2     |
| Total            | 26 | 24 | 13 | 12 | 6 | 3 | 5 | 2 | 7 | 1 | 1 | 100   |

## Nómina de diputados electos

### Azuay
| Partido                                         | Diputado | Diputado                      | Diputado                      |
| ----------------------------------------------- | -------- | ----------------------------- | ----------------------------- |
| Partido Sociedad Patriótica                     |          |                               | Fernando Aguirre Cordero      |
| Movimiento Ciudadanos Nuevo País                |          |                               | Fernando Cordero Cueva        |
| Partido Social Cristiano                        |          | Antonio Álvarez Moreno        | Antonio Álvarez Moreno        |
| Izquierda Democrática Red Ética y Democracia    |          | Carlos González Albornoz (ID) | Carlos González Albornoz (ID) |
| Partido Renovador Institucional Acción Nacional |          | Oswaldo Flores Manzano        | Oswaldo Flores Manzano        |

### Bolívar
| Partido                     | Diputado | Diputado          | Diputado                |
| --------------------------- | -------- | ----------------- | ----------------------- |
| Partido Sociedad Patriótica |          |                   | Luis Tapia Lombeyda     |
| Partido Sociedad Patriótica |          | Luis Pachala Poma |                         |
| Pachakutik                  |          |                   | Ramssés Torres Espinosa |

### Cañar
| Partido                                      | Diputado | Diputado                | Diputado                     |
| -------------------------------------------- | -------- | ----------------------- | ---------------------------- |
| Partido Sociedad Patriótica                  |          |                         | Fernando Romo Carpio         |
| Izquierda Democrática Red Ética y Democracia |          |                         | Bayron Pacheco Ordóñez (RED) |
| Pachakutik                                   |          | Carlos Sucuzhañay Sacta | Carlos Sucuzhañay Sacta      |

### Carchi
| Partido                                                            | Diputado | Diputado                 | Diputado                 |
| ------------------------------------------------------------------ | -------- | ------------------------ | ------------------------ |
| Partido Renovador Institucional Acción Nacional                    |          | Jorge Mejía Orbe         | Jorge Mejía Orbe         |
| Partido Renovador Institucional Acción Nacional                    |          | Orlando Ibarra Sarmiento |                          |
| Unión Demócrata Cristiana Movimiento Social Conservador del Carchi |          |                          | Edwin Vaca Ortega (MSCC) |

### Chimborazo
| Partido                                         | Diputado            | Diputado                 | Diputado                 |
| ----------------------------------------------- | ------------------- | ------------------------ | ------------------------ |
| Partido Sociedad Patriótica                     |                     |                          | Paco Fierro Oviedo       |
| Partido Sociedad Patriótica                     | Ricardo Borja Jones |                          |                          |
| Partido Renovador Institucional Acción Nacional |                     | Marco Granizo Cazco      | Marco Granizo Cazco      |
| Pachakutik                                      |                     | Patricio Miranda Hidalgo | Patricio Miranda Hidalgo |

### Cotopaxi
| Partido                                                                   | Diputado | Diputado                  | Diputado                  |
| ------------------------------------------------------------------------- | -------- | ------------------------- | ------------------------- |
| Pachakutik                                                                |          | Raúl Ilaquiche Licta      | Raúl Ilaquiche Licta      |
| Partido Sociedad Patriótica Movimiento Independiente Renovación Ciudadana |          | José Iturralde Maya (PSP) | José Iturralde Maya (PSP) |
| Izquierda Democrática                                                     |          |                           | Patricio Sánchez Yánez    |
| Partido Social Cristiano                                                  |          | Rubén Terán Vásconez      | Rubén Terán Vásconez      |

### El Oro
| Partido                                         | Diputado | Diputado            | Diputado                   |
| ----------------------------------------------- | -------- | ------------------- | -------------------------- |
| Partido Social Cristiano                        |          |                     | Franco Romero Loayza       |
| Partido Renovador Institucional Acción Nacional |          |                     | Antonio Noboa Ycaza        |
| Izquierda Democrática Red Ética y Democracia    |          |                     | Jorge Sánchez Armijos (ID) |
| Partido Roldosista Ecuatoriano                  |          | Rosa Loaiza Álvarez | Rosa Loaiza Álvarez        |

### Esmeraldas
| Partido                                         | Diputado | Diputado                 | Diputado                 |
| ----------------------------------------------- | -------- | ------------------------ | ------------------------ |
| Partido Renovador Institucional Acción Nacional |          | Orlando Barcia Molina    | Orlando Barcia Molina    |
| Partido Renovador Institucional Acción Nacional |          | Lenin Chica Arteaga      |                          |
| Partido Roldosista Ecuatoriano                  |          | Homero López Saud        | Homero López Saud        |
| Movimiento Popular Democrático                  |          | Augusto Caicedo Guerrero | Augusto Caicedo Guerrero |

### Galápagos
| Partido                                         | Diputado | Diputado | Diputado                   |
| ----------------------------------------------- | -------- | -------- | -------------------------- |
| Partido Social Cristiano                        |          |          | Alfredo Serrano Valladares |
| Unión Demócrata Cristiana Izquierda Democrática |          |          | Ángel Vilema Freire (UDC)  |

### Guayas
| Partido                                         | Diputado                    | Diputado                    | Diputado                        |
| ----------------------------------------------- | --------------------------- | --------------------------- | ------------------------------- |
| Partido Renovador Institucional Acción Nacional |                             |                             | Anabella Azín Arce              |
| Partido Renovador Institucional Acción Nacional |                             | Gloria Gallardo Zavala      |                                 |
| Partido Renovador Institucional Acción Nacional |                             | Sylka Sánchez Campos        |                                 |
| Partido Renovador Institucional Acción Nacional | Marielisa Marques Gutiérrez |                             |                                 |
| Partido Renovador Institucional Acción Nacional | Mauricio Ponce Cartwright   |                             |                                 |
| Partido Renovador Institucional Acción Nacional | Elizabeth Mero Sánchez      |                             |                                 |
| Partido Renovador Institucional Acción Nacional |                             | Alfredo Bautista Quijije    |                                 |
| Partido Social Cristiano                        |                             |                             | León Febres-Cordero Ribadeneyra |
| Partido Social Cristiano                        |                             | Soledad Diab Aguilar        |                                 |
| Partido Social Cristiano                        |                             | Alfonso Harb Viteri         |                                 |
| Partido Social Cristiano                        |                             | Pascual del Cioppo Aragundi |                                 |
| Partido Social Cristiano                        |                             | Nathalie Viteri Jiménez     |                                 |
| Partido Sociedad Patriótica                     |                             |                             | Luzmila Nicolalde Cordero       |
| Partido Sociedad Patriótica                     | Henry Carrascal Chiquito    |                             |                                 |
| Partido Sociedad Patriótica                     |                             | Luis Almeida Morán          |                                 |
| Partido Roldosista Ecuatoriano                  |                             |                             | Jimmy Jairala Vallazza          |
| Partido Roldosista Ecuatoriano                  |                             | Gabriela Pazmiño Pino       |                                 |
| Red Ética y Democracia                          |                             |                             | Martha Roldós Bucaram           |

### Imbabura
| Partido                                                                      | Diputado | Diputado                     | Diputado                       |
| ---------------------------------------------------------------------------- | -------- | ---------------------------- | ------------------------------ |
| Partido Renovador Institucional Acción Nacional                              |          | Rodolfo Maya Montesdeoca     | Rodolfo Maya Montesdeoca       |
| Partido Socialista Frente Amplio Pachakutik Movimiento Ciudadanos Nuevo País |          |                              | Silvia Salgado Andrade (PS-FA) |
| Izquierda Democrática Red Ética y Democracia                                 |          | Mauricio Larrea Andrade (ID) | Mauricio Larrea Andrade (ID)   |

### Loja
| Partido                                         | Diputado | Diputado                      | Diputado                      |
| ----------------------------------------------- | -------- | ----------------------------- | ----------------------------- |
| Acción Regional por la Equidad                  |          |                               | José Bolívar Castillo Vivanco |
| Partido Renovador Institucional Acción Nacional |          |                               | Fredy Bravo Bravo             |
| Izquierda Democrática Red Ética y Democracia    |          | Oswaldo Burneo Castillo (RED) | Oswaldo Burneo Castillo (RED) |
| Partido Social Cristiano                        |          |                               | Raúl Auquilla Ortega          |

### Los Ríos
| Partido                                         | Diputado                 | Diputado               | Diputado               |
| ----------------------------------------------- | ------------------------ | ---------------------- | ---------------------- |
| Partido Sociedad Patriótica                     |                          | Pedro Almeida Morán    | Pedro Almeida Morán    |
| Partido Sociedad Patriótica                     | Teófilo Moscol Contreras |                        |                        |
| Partido Sociedad Patriótica                     | Joba Fon Fay Vásquez     |                        |                        |
| Partido Renovador Institucional Acción Nacional |                          | Gisella Saltos Fuentes | Gisella Saltos Fuentes |
| Partido Roldosista Ecuatoriano                  |                          |                        | Patricio Mendoza Palma |

### Manabí
| Partido                                         | Diputado                  | Diputado              | Diputado                  |
| ----------------------------------------------- | ------------------------- | --------------------- | ------------------------- |
| Partido Renovador Institucional Acción Nacional |                           | Jorge Cevallos Macías | Jorge Cevallos Macías     |
| Partido Renovador Institucional Acción Nacional | Leonel Cedeño Rosado      |                       |                           |
| Partido Renovador Institucional Acción Nacional | Fernando Jalil Salmon     |                       |                           |
| Partido Renovador Institucional Acción Nacional | Guadalupe Marcillo Zavala |                       |                           |
| Partido Social Cristiano                        |                           |                       | Clemente Vásquez González |
| Partido Roldosista Ecuatoriano                  |                           | Bruno Poggi Guillem   | Bruno Poggi Guillem       |
| Unión Demócrata Cristiana                       |                           | Jaime Estrada Bonilla | Jaime Estrada Bonilla     |
| Partido Sociedad Patriótica                     |                           | Irina Vargas Marcillo | Irina Vargas Marcillo     |

### Morona Santiago
| Partido                     | Diputado | Diputado                 | Diputado                 |
| --------------------------- | -------- | ------------------------ | ------------------------ |
| Partido Sociedad Patriótica |          | Washington Vallejo Garay | Washington Vallejo Garay |
| Pachakutik                  |          |                          | Diana Atamaint Wamputsar |

### Napo
| Partido                     | Diputado             | Diputado | Diputado             |
| --------------------------- | -------------------- | -------- | -------------------- |
| Partido Sociedad Patriótica |                      |          | Edison Chávez Vargas |
| Partido Sociedad Patriótica | Ximena Núñez Pazmiño |          |                      |

### Orellana
| Partido | Diputado | Diputado                       |
| --- | -------- | ------------------------------ |
| Partido Sociedad Patriótica                                                                                    |          | María Sánchez Cifuentes        |
| Partido Renovador Institucional Acción Nacional Partido Socialista Frente Amplio Movimiento Orellana en Acción |          | Eduardo Montaño Cortez (PRIAN) |

### Pastaza
| Partido                        | Diputado | Diputado             |
| ------------------------------ | -------- | -------------------- |
| Partido Sociedad Patriótica    |          | Edgar Espín Cárdenas |
| Movimiento Popular Democrático |          | Tania Masson Fiallos |

### Pichincha
| Partido                                         | Diputado                        | Diputado                           | Diputado                    |
| ----------------------------------------------- | ------------------------------- | ---------------------------------- | --------------------------- |
| Izquierda Democrática Red Ética y Democracia    |                                 |                                    | Andrés Páez Benalcázar (ID) |
| Izquierda Democrática Red Ética y Democracia    |                                 | Wilma Andrade Muñoz (ID)           |                             |
| Izquierda Democrática Red Ética y Democracia    | Dolores Padilla Chiriboga (RED) |                                    |                             |
| Izquierda Democrática Red Ética y Democracia    | Jhon Argudo Pesantez (ID)       |                                    |                             |
| Izquierda Democrática Red Ética y Democracia    |                                 | Santiago Guarderas Izquierdo (RED) |                             |
| Partido Renovador Institucional Acción Nacional |                                 | Federico Pérez Intriago            | Federico Pérez Intriago     |
| Partido Renovador Institucional Acción Nacional | César Carmigniani Garcés        |                                    |                             |
| Partido Renovador Institucional Acción Nacional |                                 | Shirley Borja Bonilla              |                             |
| Partido Renovador Institucional Acción Nacional | Hugo Romero Coronel             |                                    |                             |
| Partido Sociedad Patriótica                     |                                 |                                    | Ximena Bohórquez Romero     |
| Partido Sociedad Patriótica                     |                                 | Fausto Cobo Montalvo               |                             |
| Unión Demócrata Cristiana                       |                                 | Carlos Larreátegui Nardi           | Carlos Larreátegui Nardi    |
| Movimiento Popular Democrático                  |                                 | Gustavo Terán Acosta               | Gustavo Terán Acosta        |
| Partido Social Cristiano                        |                                 | Lucía Burneo Álvarez               | Lucía Burneo Álvarez        |

### Sucumbíos
| Partido                                         | Diputado | Diputado          | Diputado            |
| ----------------------------------------------- | -------- | ----------------- | ------------------- |
| Partido Sociedad Patriótica                     |          | Germán Obaco Díaz | Germán Obaco Díaz   |
| Partido Renovador Institucional Acción Nacional |          |                   | Eliseo Azuero Rodas |

### Tungurahua
| Partido                                         | Diputado | Diputado                 | Diputado                    |
| ----------------------------------------------- | -------- | ------------------------ | --------------------------- |
| Partido Sociedad Patriótica                     |          |                          | Juan Carlos López Velasco   |
| Partido Sociedad Patriótica                     |          | Gioconda Saltos Espinoza |                             |
| Partido Renovador Institucional Acción Nacional |          |                          | Luis Morales Solis          |
| Partido Social Cristiano                        |          |                          | Luis Fernando Torres Torres |

### Zamora Chinchipe
| Partido                                          | Diputado | Diputado                   | Diputado                   |
| ------------------------------------------------ | -------- | -------------------------- | -------------------------- |
| Pachakutik                                       |          |                            | Salvador Quishpe Lozano    |
| Unión Demócrata Cristiana Red Ética y Democracia |          | Juan Galarza Márquez (UDC) | Juan Galarza Márquez (UDC) |

Fuente:

## Diputados que dejaron sus curules
| Diputado                        | Partido | Motivo                                         | Reemplazo                           | Partido | Ref.   |
| ------------------------------- | ------- | ---------------------------------------------- | ----------------------------------- | ------- | ------ |
| León Febres-Cordero Ribadeneyra | PSC     | Renuncia                                       | Jorge Durán Mackliff                | PSC     | [ 6 ]  |
| Irina Vargas Marcillo           | PSP     | Expulsión del partido                          | Luis Eduardo Fernández Cevallos     | PSP     | [ 7 ]  |
| Ximena Bohórquez Romero         | PSP     | Expulsión del partido                          | Pedro Almeida Mena                  | PSP     | [ 7 ]  |
| Fernando Aguirre Cordero        | PSP     | Destitución                                    | Pablo Arévalo Arízaga               | PSP     | [ 8 ]  |
| Antonio Álvarez Moreno          | PSC     | Destitución                                    | Luis Vintimilla Lazo                | PSC     | [ 8 ]  |
| Oswaldo Flores Manzano          | PRIAN   | Destitución                                    | Luis Vega Flores                    | PRIAN   | [ 8 ]  |
| Luis Tapia Lombeyda             | PSP     | Destitución                                    | Miguel Castro Mancero               | PSP     | [ 8 ]  |
| Luis Pachala Poma               | PSP     | Destitución                                    | Olmedo Zapata Illanes               | PSP     | [ 8 ]  |
| Fernando Romo Carpio            | PSP     | Destitución                                    | Ruth Yumbla Padilla                 | PSP     | [ 8 ]  |
| Jorge Mejía Orbe                | PRIAN   | Destitución                                    | Francisco León Cardoso              | PRIAN   | [ 8 ]  |
| Orlando Ibarra Sarmiento        | PRIAN   | Destitución                                    | Jairo Ramos Garreta                 | PRIAN   | [ 8 ]  |
| Paco Fierro Oviedo              | PSP     | Destitución                                    | Ricardo Cabezas Moreano             | PSP     | [ 8 ]  |
| Ricardo Borja Jones             | PSP     | Destitución                                    | Laura Vimos Toctaquiza              | PSP     | [ 8 ]  |
| Marco Granizo Cazco             | PRIAN   | Destitución                                    | Mario Totoy Álvaro                  | PRIAN   | [ 8 ]  |
| José Iturralde Maya             | PSP     | Destitución                                    | Carlos Guanotasig Faz               | PSP     | [ 8 ]  |
| Antonio Noboa Ycaza             | PRIAN   | Destitución                                    | Jesús Emperatriz Espinoza Ramírez   | PRIAN   | [ 8 ]  |
| Lenin Chica Arteaga             | PRIAN   | Destitución                                    | Ricardo Vélez Dueñas                | PRIAN   | [ 8 ]  |
| Alfredo Serrano Valladares      | PSC     | Destitución                                    | Ángel Yánez Vinueza                 | PSC     | [ 8 ]  |
| Gloria Gallardo Zavala          | PRIAN   | Destitución                                    | Vicente Taiano Basante              | PRIAN   | [ 8 ]  |
| Sylka Sánchez Campos            | PRIAN   | Destitución                                    | Sonnia Arce Paulson                 | PRIAN   | [ 8 ]  |
| Marielisa Marques Gutiérrez     | PRIAN   | Destitución                                    | Eleana Azín Arce                    | PRIAN   | [ 8 ]  |
| Mauricio Ponce Cartwright       | PRIAN   | Destitución                                    | Cynthia Elizabeth Falqúez Florencia | PRIAN   | [ 8 ]  |
| Alfredo Bautista Quijije        | PRIAN   | Destitución                                    | Nicolás Pecharich Jaime             | PRIAN   | [ 8 ]  |
| Jorge Durán Mackliff            | PSC     | Destitución                                    | Gloria Lecaro Nath                  | PSC     | [ 8 ]  |
| Soledad Diab Aguilar            | PSC     | Destitución                                    | Rosa Neira Vicuña                   | PSC     | [ 8 ]  |
| Alfonso Harb Viteri             | PSC     | Destitución                                    | Ricardo Flores Solano               | PSC     | [ 8 ]  |
| Pascual del Cioppo Aragundi     | PSC     | Destitución                                    | Carlos Emanuel Juez                 | PSC     | [ 8 ]  |
| Nathalie Viteri Jiménez         | PSC     | Destitución                                    | Gladys Loor Arboleda                | PSC     | [ 8 ]  |
| Luzmila Nicolalde Cordero       | PSP     | Destitución                                    | César Alonzo Mora                   | PSP     | [ 8 ]  |
| Henry Carrascal Chiquito        | PSP     | Destitución                                    | Elizabeth Alvarez Sanchez           | PSP     | [ 8 ]  |
| Rodolfo Maya Montesdeoca        | PRIAN   | Destitución                                    | Nelson Aguirre Narváez              | PRIAN   | [ 8 ]  |
| Fredy Bravo Bravo               | PRIAN   | Destitución                                    | Claudia Jijón Hidalgo               | PRIAN   | [ 8 ]  |
| Raúl Auquilla Ortega            | PSC     | Destitución                                    | Mercedes Peña Unda                  | PSC     | [ 8 ]  |
| Teófilo Moscol Contreras        | PSP     | Destitución                                    | Fausto Mora Icaza                   | PSP     | [ 8 ]  |
| Gisella Saltos Fuentes          | PRIAN   | Destitución                                    | Gastón Marín Baquerizo              | PRIAN   | [ 8 ]  |
| Leonel Cedeño Rosado            | PRIAN   | Destitución                                    | Nilton Diaz Palma                   | PRIAN   | [ 8 ]  |
| Fernando Jalil Salmon           | PRIAN   | Destitución                                    | Juana Ostaiza Cedeño                | PRIAN   | [ 8 ]  |
| Guadalupe Marcillo Zavala       | PRIAN   | Destitución                                    | Fernando Vinces Navarrete           | PRIAN   | [ 8 ]  |
| Luis Eduardo Fernández Cevallos | PSP     | Destitución                                    | Virginia García Dueñas              | PSP     | [ 8 ]  |
| Washington Vallejo Garay        | PSP     | Destitución                                    | Julio Bautista López                | PSP     | [ 8 ]  |
| Edison Chávez Vargas            | PSP     | Destitución                                    | Mary Gutiérrez Borbú                | PSP     | [ 8 ]  |
| Ximena Núñez Pazmiño            | PSP     | Destitución                                    | Germania Tapuy Andi                 | PSP     | [ 8 ]  |
| María Sánchez Cifuentes         | PSP     | Destitución                                    | Julio Verduga Parreño               | PSP     | [ 8 ]  |
| Eduardo Montaño Cortez          | PRIAN   | Destitución                                    | Jorge Alarcón Ávalos                | PRIAN   | [ 8 ]  |
| Edgar Espín Cárdenas            | PSP     | Destitución                                    | Carmen Espín Lugo                   | PSP     | [ 8 ]  |
| Federico Pérez Intriago         | PRIAN   | Destitución                                    | Ángel Garzón Zapata                 | PRIAN   | [ 8 ]  |
| César Carmigniani Garcés        | PRIAN   | Destitución                                    | Dina Sanchez Marquez                | PRIAN   | [ 8 ]  |
| Shirley Borja Bonilla           | PRIAN   | Destitución                                    | Gladys Alicia Bonilla               | PRIAN   | [ 8 ]  |
| Hugo Romero Coronel             | PRIAN   | Destitución                                    | Iván Ortiz Moreno                   | PRIAN   | [ 8 ]  |
| Fausto Cobo Montalvo            | PSP     | Destitución                                    | Rodrigo Altamirano Escobar          | PSP     | [ 8 ]  |
| Carlos Larreátegui Nardi        | UDC     | Destitución                                    | Diego Ordoñez Guerrero              | UDC     | [ 8 ]  |
| Lucía Burneo Álvarez            | PSC     | Destitución                                    | Veronica Arias Cabanilla            | PSC     | [ 8 ]  |
| Germán Obaco Díaz               | PSP     | Destitución                                    | Oswaldo Velastegui Moreno           | PSP     | [ 8 ]  |
| Eliseo Azuero Rodas             | PRIAN   | Destitución                                    | Romel Chavez Peña                   | PRIAN   | [ 8 ]  |
| Juan Carlos López Velasco       | PSP     | Destitución                                    | José Gabriel López Ramírez          | PSP     | [ 8 ]  |
| Gioconda Saltos Espinoza        | PSP     | Destitución                                    | Germán Altamirano Camino            | PSP     | [ 8 ]  |
| Luis Morales Solis              | PRIAN   | Destitución                                    | Holger Maroto Carrasco              | PRIAN   | [ 8 ]  |
| Luis Fernando Torres Torres     | PSC     | Destitución                                    | Jazmin Álvarez Ulloa                | PSC     | [ 8 ]  |
| Fernando Cordero Cueva          | MCNP    | Renuncia Candidato a la Asamblea Constituyente | Caupolican Ochoa Neira              | MCNP    | [ 9 ]  |
| Bayron Pacheco Ordóñez          | RED     | Renuncia                                       | Luis Zea Zamora                     | ID      | [ 9 ]  |
| Anabella Azín Arce              | PRIAN   | Renuncia Candidata a la Asamblea Constituyente | Walter Mori Luzuriaga               | PRIAN   | [ 10 ] |
| Martha Roldós Bucaram           | RED     | Renuncia Candidata a la Asamblea Constituyente | Miriam Castro Chavez                | RED     | [ 11 ] |
| Dolores Padilla Chiriboga       | RED     | Renuncia                                       | Carmen Jaramillo Rodríguez          | RED     | [ 9 ]  |
| Jhon Argudo Pesantez            | ID      | Renuncia                                       | América Celi Calvache               | ID      | [ 12 ] |
| Santiago Guarderas Izquierdo    | RED     | Renuncia                                       | Gonzalo Pérez Sánchez               | RED     | [ 13 ] |

## Elecciones de parlamentarios andinos
← 2002 Elecciones parlamentarias de Ecuador 2009 →
Los cinco parlamentarios andinos elegidos fueron:
| Partido                                         | Parlamentario        | Parlamentario           | Parlamentario                 |
| ----------------------------------------------- | -------------------- | ----------------------- | ----------------------------- |
| Partido Renovador Institucional Acción Nacional |                      | Wilson Sánchez Castello | Wilson Sánchez Castello       |
| Partido Renovador Institucional Acción Nacional | Freddy Giler Arteaga |                         |                               |
| Partido Sociedad Patriótica                     |                      |                         | Ivonne Juez Abuchakra de Baki |
| Partido Social Cristiano                        |                      | Marcelo Dotti Almeida   | Marcelo Dotti Almeida         |
| Alianza PAIS Partido Socialista Frente Amplio   |                      |                         | Wilma Salgado Tamayo (PS-FA)  |